# Виче
Виче — река в России, протекает по территории Костомукшского городского округа Карелии. Впадает в озеро Верхнее Лабука. Длина реки — 12 км.
В нижнем течении протекает через озеро Виче.

## Данные водного реестра
По данным государственного водного реестра России относится к Баренцево-Беломорскому бассейновому округу, водохозяйственный участок реки — Кемь от истока до Юшкозерского гидроузла, включая озёра Верхнее, Среднее и Нижнее Куйто. Речной бассейн реки — бассейны рек Кольского полуострова и Карелии, впадает в Белое море.
Код объекта в государственном водном реестре — 02020000812102000002987.